# Scatoccemyia plaumani
Scatoccemyia plaumani är en tvåvingeart som beskrevs av Camras 1957. Scatoccemyia plaumani ingår i släktet Scatoccemyia och familjen stekelflugor. Inga underarter finns listade i Catalogue of Life.